# Wataga
Wataga – wieś w Stanach Zjednoczonych, w stanie Illinois, w hrabstwie Knox.